# Joy (pel·lícula)
Joy és una pel·lícula biogràfica, comèdia dramàtica estatunidenca de 2015, dirigida per David O. Russell, el guió del mateix Russell i d'Annie Mumolo. La pel·lícula és la història de Joy Mangano, una mare soltera amb dos fills, que va inventar el "Miracle Mop". Els protagonistes són Jennifer Lawrence com a Mangano, Bradley Cooper, un executiu de la Home Shopping Network, Robert De Niro com el pare de Mangano i Édgar Ramírez, exmarit de Joy.
El rodatge va començar a Boston el 16 de febrer de 2015 i es va estrenar el 25 de desembre de 2015. La pel·lícula es va doblar al català.

## Repartiment
- Jennifer Lawrence: Joy Mangano, una inventora, empresària, mare divorciada amb dos fills.[4]
  - Isabella Crovetti-Cramp: Joy Mangano (de jove)
- Bradley Cooper: un executiu de la Home Shopping Network que ajuda a Joy amb el 'Miracle Mop', donant-li un gran impuls.[5]
- Robert De Niro: el pare de Joy[6]
- Édgar Ramírez: Tony Miranne, company de classe de Joy, i més tard el seu espòs - de qui es divorcia.[7]
- Elisabeth Röhm: Peggy, germana de Joy[8]
- Dascha Polanco: Jackie, millor amiga de Joy[9]
- Isabella Rossellini[10]
- Diane Ladd[10]
- Virginia Madsen[10]
- Donna Mills[11]

## Producció
El gener de 2014, David O. Russell va donar a conèixer el seu projecte, a més va anunciar que s'encarregaria de tornar
a escriure i dirigir una pel·lícula dramàtica sobre l'extraordinària història de vida d'una inventora i empresària americana Joy Mangano, la seva lluita a Long Island sent mare soltera de tres fills. Russell va contractar a Jennifer Lawrence per fer el
paper principal en la pel·lícula, que John Davis i John Fox podrien produir la pel·lícula de Davis Entertainment juntament amb Ken Mok, mentre que 20th Century Fox
seria titular dels drets de distribució.
A principis de novembre de 2014, Russell va dir que és "una gran oportunitat per fer alguna cosa que Jennifer no havia realitzat", també va revelar que li agradaria tenir a Robert De Niro en la pel·lícula i també va crear un paper per Bradley Cooper com a protagonista de la pel·lícula. L'11 de novembre, es va informar que De Niro estava en negociacions finals per tornar a treballar amb Russell i Lawrence en la pel·lícula per interpretar al pare de Mangano. Ells ja havien treballat junts el 2012 en Silver Linings Playbook i De Niro va fer un cameo en American Hustle de 2013. Russell va reescriure el guió d'Annie Mumolo. Més tard, el 17 de novembre, De Niro va confirmar la seva participació, dient: "Sí, vaig a fer alguna cosa amb ells. Vaig a interpretar un pare".
A principis de desembre de 2014, Cooper va ser establert oficialment com l'estrella juntament amb Lawrence, interpretant un executiu de la "Home Shopping Network" que dona ajuda a Joy en
el 'Miracle Mop'.Melissa Leo es rumorejava que estaria en el repartiment de la pel·lícula. El 8 de desembre, Edgar Ramírez es va unir al repartiment com Tony Miranne, ex-company d'Universitat Pace i ara ex-marit de Joy. Altres membres del repartiment, com Isabella Rossellini, Diane Ladd i Virginia Madsen les seves participacions, van ser
donades a conèixer el 17 de febrer de 2015. Isabella Crovetti-Cramp interpretaria a Joy de jove. Elisabeth Röhm es va unir al repartiment, com Peggy, la
germana de Joy Mangano, que es va revelar el 27 de febrer de 2015.

### Rodatge
El rodatge es va iniciar el febrer de 2015, just després que De Niro acabés el rodatge de Dirty Grandpa. El rodatge va començar el 9 de febrer de 2015 a Boston, Massachusetts, i seria la tercera pel·lícula de Russell rodada a la zona. Per la neu caiguda a la ciutat, el rodatge, es va reprogramar pel 19 de febrer, a Federal Street a
Wilmington, fins al 26 de febrer. Però el rodatge de la pel·lícula va començar a Boston el 16 de febrer de 2015. El 19 de febrer, Lawrence va veure el rodatge amb una nena, la seva filla en la pantalla. El 20 de febrer, Lawrence i Ramírez van estar en el rodatge. A Wilmington, el rodatge es va perllongar fins al 26 de febrer de 2015. Després d'acabar a Wilmington, la producció es va traslladar a Nord Reading, on el rodatge es va dur a terme
del 2 al 4 de març de 2015. El rodatge a Nord Reading va tenir lloc l'11 i 12 de
març. Més tard, el 17 de març de 2015, els membres de la
producció van ser vistos filmant a Winchester, El 23 de març, el rodatge es va realitzar a Reading del
Nord. Entre el 4 - 7 abril, Lawrence i De Niro van ser vistos
filmant a Lynn, El 8 d'abril, el rodatge va tenir  lloc en el Hawthorne Hotel a Salem, Massachusetts. L'11 d'abril la producció, es va instal·lar per al
rodatge que va tenir lloc a Washington Street al centre de Haverhill, DT. el 14 d'abril.

## Estrena
La pel·lícula es va estrenar el 25 de desembre de 2015. El primer tràiler de la pel·lícula es va donar a conèixer el 15 de juliol de 2015.

## Premis i nominacions
| Any  | Premi                                     | Categoria                                                 | Nominació | Resultat  | Ref.          |
| ---- | ----------------------------------------- | --------------------------------------------------------- | --- | --------- | ------------- |
| 2016 | Premis Óscar                              | Millor actriu                                             | Jennifer Lawrence | Nominat   | [ 30 ]        |
| 2016 | Globus d'Or                               | Millor pel·lícula - Comèdia o musical                     | Joy | Nominat   | [ 31 ] [ 32 ] |
| 2016 | Globus d'Or                               | Millor actriu - Comèdia o musical                         | Jennifer Lawrence | Guanyador | [ 31 ] [ 32 ] |
| 2016 | Crítica de Detroit                        | Millor actriu                                             | Jennifer Lawrence | Nominat   | [ 33 ]        |
| 2016 | Crítica de Detroit                        | Millor repartiment                                        | Jennifer Lawrence, Bradley Cooper, Robert De Niro, Édgar Ramírez, Elisabeth Röhm, Isabella Rossellini, Diane Ladd, Virginia Madsen | Nominat   | [ 33 ]        |
| 2016 | Cercle de Crítics de Phoenix              | Millor actriu                                             | Jennifer Lawrence | Nominat   | [ 34 ]        |
| 2016 | Cercle de Crítics de Phoenix              | Millor comèdia                                            | Joy | Nominat   | [ 34 ]        |
| 2016 | Festival de Capri-Hollywood               | Millor guió original                                      | David O. Russell i Annie Mumolo | Guanyador | [ 35 ]        |
| 2016 | Editors de Cinema dels Estats Units       | Millor muntatge en una pel·lícula de comèdia o musical    | Jay Cassidy | Nominat   | [ 36 ]        |
| 2016 | Premis Artio (Càsting Society of America) | Comèdia de gran pressupost                                | Mary Vernieu, Lindsay Graham, Angela Peri                                                                                          | Nominat   | [ 37 ] [ 38 ] |
| 2016 | Gremi de directors artístics (ADG)        | Millor direcció artística en una pel·lícula contemporània | Judy Becker | Nominat   | [ 39 ]        |
| 2016 | Crítica de Denver                         | Millor comèdia                                            | Joy | Nominat   | [ 40 ] [ 41 ] |
| 2016 | Gremi de dissenyadors de vestuari (CDG)   | Millor vestuari en una pel·lícula contemporània           | Michael Wilkinson | Nominat   | [ 42 ]        |

## Rebuda
- "Entre la comèdia satírica i el melodrama (...) Encara que impera la correcció, a cap dels seus apartats no va 'Joy' més enllà del superficial"[43]
- "Malgrat una altra sòlida interpretació de Jennifer Lawrence (...) és difícil no desitjar que 'Joy' fos millor, que la suma dels seus adorables elements formessin alguna cosa més que un lleuger producte que encara sembla en fase de desenvolupament"[44]
- "Joy' és una pel·lícula interessant, però estranyament apagada i estilitzada. (..) el treball|feinade Cooper i el personatge per si mateix és francament insípid, fins i tot avorrit (...) Gran interpretació deLawrence (...) Puntuació: *** (sobre 5)[45]